# Dokkumer Grutdjip
 (février 2024).
Le Dokkumer Grutdjip, ou Dokkumer Djip, était une rivière néerlandaise reliant autrefois la ville de Dokkum au Lauwersmeer, un lac artificiel entre les provinces de Frise et de Groningue. Ce bras de mer étroit devint plus tard une rivière. Avant la construction des premières routes, le Dokkumer Djip alimentait la partie centrale de l'Oostergo en eau. Il marque également la limite entre les anciennes communes de Dongeradeel, Dantumadiel et Kollumerland en Nieuwkruisland.

## Avant la fermeture
En 1583, une nouvelle écluse fut construite à Dokkum pour remplacer l'ancienne écluse (en frison l’Aldsyl) à l'ouest de la ville. Entre l'Aldsyl et Dokkum se trouvaient d'autres écluses, la Boarnwirder Syl, pour le drainage de Westdongeradiel, et la Dantumasyl, pour le drainage de la partie ouest de Dantumadiel. Cela a créé des problèmes, car Westdongeradiel et Dantumadiel ne pouvaient plus évacuer leur eau correctement.
Dès 1584, une proposition fut faite de fermer le bras de mer du Lauwersmeer afin d'améliorer la situation, mais la ville de Dokkum s'y opposa catégoriquement car elle ne voulaient pas perdre son lien avec la mer. Pendant les 150 années suivantes, la situation a changé. L'Amirauté frisonne a été fondée à Dokkum en 1596, les navires de guerre pouvant encore atteindre la ville à cette époque, mais le Dokkumer Djip s'est ensablé au cours du XVIIe siècle pour devenir un ruisseau sinueux. Le 16 août 1723, la proposition de fermer le Dokkumer Djip fut acceptée par la députation provinciale.
Les chemins des deux côtés du Dokkumer Djip ont donc longtemps servi de digues maritimes et sont encore bien présents dans le paysage. Sur la route sud, la Wâlddyk, il y avait aussi trois écluses pour le drainage des terres : d'ouest en est la Driezumer Syl, où débouchait le Driezumer Sylried ; puis l’Aldwâldmersyl, par lequel se déversait l'Aldswemmer ; et enfin la Kollumer Syl, où le Kollumer Sylryd se jetait dans le Dokkumer Djip.
Aux environs de l'Aldwâldmersyl, un grand étang fut créé le 22 février 1651 pour ralentir le débit d'eau. La route a été tracée autour et l'étang, le Mâlegreefsgat, existe encore aujourd'hui.

## La fermeture
Lors de la fermeture, il était prévu de couper le Dokkumer Djip du Lauwerssee en construisant une route de fermeture et une écluse de drainage. L'architecte de Leeuwarden Claes Bockes Balck (fy) (1683-1748) a construit l'écluse et l'ingénieur hydraulique Willem Loré (fy) (1679-1744) a travaillé sur la route.
La fermeture a été terminée le 2 juillet 1729. 600 lots de terrain à bâtir sont devenus disponibles et les trois écluses de la Wâlddyk sont devenues superflues. Les  quelque 24 kilomètres de digues au nord et au sud du canal ont été réduits à 2 kilomètres environs. Le hameau de Dokkumer Nieuwe Zijlen (nl) a été créé à proximité de la nouvelle écluse.

## Après la fermeture
Au XIXe siècle, le fond fut à certains endroits surélevé. En conséquence, une série de quatre îles a été créée, avec le nouveau canal du Dokkumer Djip du côté nord, et un méandre de l’Alddjip du côté sud. La plus grande des quatre est l'île la plus orientale, en face d'Ingwierrum. Il y a quelques fermes et quelques maisons sur cette île seulement accessible par le pont près d'Ingwierrum.

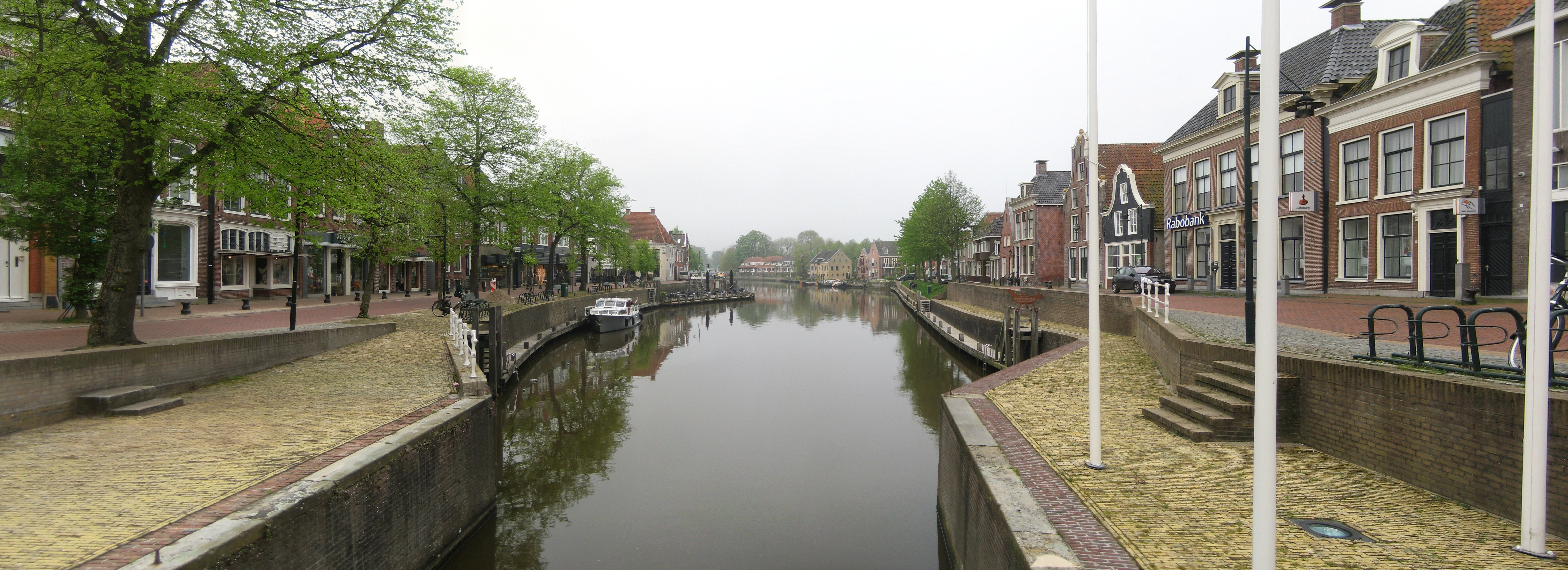
Le Grutdjip à Dokkum, vu de l'est depuis l'écluse (2014).
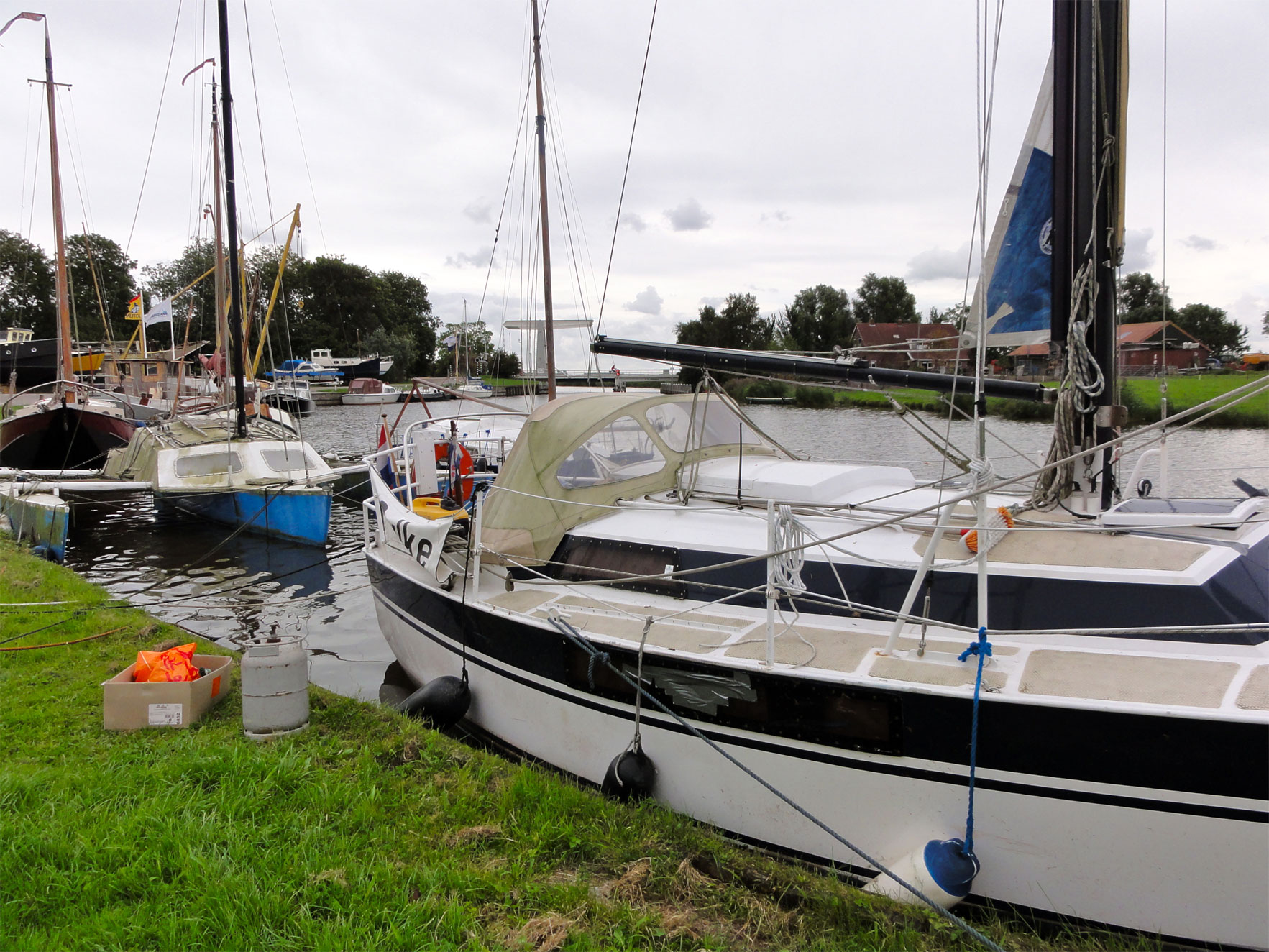
Le Dokkumer Grutdjip au niveau du village d'It Stienfek (nl).

Depuis la fermeture du Lauwersmeer le 23 mai 1969, une nouvelle écluse a été construite non loin des anciennes écluses. Le Dokkumer Djip s'écarte désormais de Dokkumer Nieuwe Zijlen (nl). Autour du polder d'Ingwierrumer (fy), le Djip tourne vers le nord, coule entre ce polder et le Djipster Bosk puis se jette dans le Lauwersmeer quelques kilomètres plus loin.